# Винсады
Винсады́ — село в составе Предгорного района (муниципального округа) Ставропольского края России.

## Варианты названия
- Виноградные Сады
- Виноградные сады
- Виноградные-сады
- Виносадка[3]

## География
Село Винсады расположено на высоте 615 м над уровнем моря, у подножия гор Шелудивая и Бештау, на равнине, окаймленной горами.
Расстояние до краевого центра: 133 км.
Расстояние до районного центра: 9 км.

## История
История Винсадского сельсовета началась в результате слияния хуторов Виноградные сады и Пушкинский. Начало истории было положено в 1860 году, когда генерал Устрялов за боевые заслуги получил в награду 4,5 тысяч десятин земли к северо-западу от Пятигорска (х. Пушкин). Он закупил у горцев овец и лошадей, а для ухода за ними нанял батраков, Вскоре началась и распашка земли. Со временем хутор перешёл к графу Мусину-Пушкину.
История хутора Виноградного началась в 1892 году, когда решением городской управы Пятигорска ближние земли были отданы в аренду для разведения винограда украинским переселенцам. Хутор основали приезжие из Харьковской и Волынской губерний, а также несколько семей бывших батраков Мусина-Пушкина и рабочих из Пятигорска. Население занималось коневодством, полеводством, огородничеством и животноводством.
В 1932 году в результате слияния хуторов Виноградный и Пушкин возникло село, с 1958 года именуемое Винсады (название связано с выращиванием здесь винограда и разведением плодовых садов).
В августе 1942 года село занято немецкими войсками. На устроенном оккупантами сходе они предложили выбрать старостой своего человека[кого?], но жители села выбрали Григоренко[уточнить]. Он помогал людям с пищей, старикам с лекарствами и водой. После освобождения села его осудили за помощь немцам, но все жители села встали на его защиту, и вскоре его выпустили.
До 16 марта 2020 года село было административным центром упразднённого Винсадского сельсовета.

## Население
| 1989  | 2002  | 2010  | 2011  | 2012  | 2013  | 2014  |
| ----- | ----- | ----- | ----- | ----- | ----- | ----- |
| 8168  | ↗8791 | ↗8882 | ↗8885 | ↗8900 | ↗8944 | ↗8995 |
| 2015  | 2016  | 2017  | 2018  | 2019  | 2020  |       |
| ↗9062 | ↗9090 | ↗9169 | ↘9103 | ↘9079 | ↘9067 |       |

Гендерный состав
По итогам переписи населения 2010 года проживали 4113 мужчин (46,31 %) и 4769 женщин (53,69 %).
Национальный состав
По итогам переписи населения 2010 года проживали следующие национальности (национальности менее 1 %, см. в сноске к строке "Другие"):
| Национальность | Численность | Процент |
| -------------- | ----------- | ------- |
| Русские        | 7614        | 85,72   |
| Армяне         | 605         | 6,81    |
| Цыгане         | 156         | 1,76    |
| Украинцы       | 111         | 1,25    |
| Греки          | 94          | 1,06    |
| Другие         | 302         | 3,40    |
| Итого          | 8882        | 100,00  |

## Инфраструктура
- Винсадская участковая больница — ул. Ленина, 21а.
- Библиотека филиал № 9 с.Винсады — ул. Ленина, 35.
- Детский сад № 4 комбинированного вида[19]
- Средняя общеобразовательная школа № 9 - ул.Ленина, 32[20]
- ЗАО «Винсадское» — ул. Ленина, 41а.
- Дом культуры с.Винсады - ул.Ленина, 35

## Транспорт
Дороги
- Автодорога А165 Лермонтов — Черкесск (в одном километре от центра села).
- Автодорога А157 Минеральные Воды — Кисловодск (в восьми километрах от центра села).

Общественный транспорт
Маршруты автобусов и маршрутных такси:
- 102 — Ессентукская (районная больница) — ост. «Райисполком» — ост. «Искра» — ост. «Золотушка» — ост. «Скачки» — Винсады
- 102 А — Ессентукская (районная больница) — ост. «Райисполком» — ост. «Искра» — ост. «Золотушка» — ост. «Скачки» — Винсады — ост. «СтоВАЗ» — Новоблагодарное — Калаборка
- 104 Д — Пятигорск (Верхний рынок) — ост. гост. «Бештау» — ул. Бульварная — ул. Широкая — пер. Курганный — ул. Комарова — ул. Мира — ул. Ермолова — ост. «Скачки» — Винсады — «СтоВАЗ» — Новоблагодарное — Сунжа-Ворошиловка — Свобода — Суворовская
- 108 Б — Ессентуки (автовокзал) — ул. Октябрьская — ост. «Искра» — ост. «Золотушка» — ост. «Скачки» — Винсады — ост. «СтоВАЗ» — Новоблагодарное— Калаборка
- 112 Б — Пятигорск (ж/д вокзал) — Универсам — рынок Бештау — ул. Ермолова — ост. «Скачки» — Винсады
- 112 Д — Пятигорск (ж/д вокзал) — Универсам — рынок Бештау — ул. Ермолова — ост. «Скачки» — Винсады — ост. «СтоВАЗ» — «Гидрометаллургический завод» — ост. Колледж — ост. Больница — Лермонтов (ул. Волкова)
- 114 — Пятигорск (Импульс) — ул. Мира — ул. Ермолова — ост. «Скачки» — Винсады
- 116 А — Пятигорск (Верхний рынок) — ост. гост. «Бештау» — ул. Бульварная — ул. Широкая — Винсады — «СтоВАЗ» — Новоблагодарное
- 130 — Пятигорск (Верхний рынок) — ост. гост. «Бештау» — ул. Бульварная — ул. Широкая — ул. Адмиральского — ост. «Скачки» — Винсады

## Связь
Фиксированная связь, ADSL и GPON
Ставропольский филиал Ростелекома
Сотовая связь 2G/3G/4G
МегаФон, Билайн, МТС, Yota.

## Известные люди
- Ольга Александровна Картункова — актриса, капитан команды КВН «ГородЪ ПятигорскЪ», обладатель специального «Янтарного КиВиНа».
- Скрипникова, Нина Васильевна — Герой Социалистического  Труда.

## Достопримечательности
Памятники истории
- Братская могила участников гражданской войны, погибших за власть советов. 1918—1920, 1950 года[21]
- Памятник воинам-односельчанам, погибшим в годы Великой Отечественной войны 1941—1945 гг. 1950 год[22]

Памятники археологии
Согласно Постановлению главы администрации Ставропольского края
| Название                             | Временной период       | Место положение                                              |
| ------------------------------------ | ---------------------- | ------------------------------------------------------------ |
| 827. Городище «Винсадское-1»         | 1 пол. I тыс. н. э.    | Юго-восточная окраина села Винсады, на выступе возвышенности |
| 828. Городище «Винсадское-2»         | 1 пол. I тыс. н. э.    | Село Винсады, 300—400 м к югу на отрогах возвышенности       |
| 829. Курганная группа «Винсадская-1» | III — II тыс. до н. э. | 500 — 600 м юго-восточнее села Винсады                       |
| 830. Курган «Винсадский-2»           | III — II тыс. до н. э. | 1,5 км южнее с. Винсады                                      |

## Русская православная церковь
Храм Архистратига Михаила расположен на улице Комсомольская, дом 1а. Принадлежит к благочинию Кавказских Минеральных Вод Пятигорской и Черкесской епархии. Открыт 23 июня 1992 года.

## Кладбища
В границах села находятся 2 кладбища:
- закрытое (ул. Комсомольская, 3), площадь участка 9095 м²;
- общественное открытое (Черкесское шоссе, 11 а), площадь участка 144 895 м²[24].